# Tom McKillop
Thomas Fulton Wilson McKillop, född 19 mars 1943 i Dreghorn, Ayrshire, Skottland, är en brittisk kemist och företagsledare. Han studerade vid University of Glasgow där han tog en Ph.D. i kemi, och började därefter arbeta vid Imperial Chemical Industries (ICI) forskningslaboratorium i Runcorn 1969. He flyttade över till ICI läkemedelsdivision (ICI Pharmaceuticals) 1975 och blev dess tekniske direktör 1989. 1993 bildade ICI Pharmaceuticals ett eget företag under namnet Zeneca, och 1994 utsågs McKillop till verkställande direktör för detta företag. När Zeneca i april 1999 slogs ihop med Astra under namnet Astra Zeneca, blev McKillop verkställande direktör för det sammanslagna företaget. Han stannade på posten till 31 december 2005. Han var därefter styrelseordförande för Royal Bank of Scotland från 2006 till 2008.